# O Fiel contraste
O Fiel Contraste é um grupo de estátuas criado pelo escultor espanhol Ramón Conde, localizado em Pontevedra (Espanha). Fica na Rua Alhóndiga, atrás da Câmara Municipal de Pontevedra, e foi inaugurado em 30 de abril de 2010 .

## História
O grupo escultórico está localizado onde a Alhóndiga ou mercado municipal de grãos se situava na Idade Média. A estátua central lembra o funcionário público medieval (contratado pela Câmara Municipal) que, à entrada das muralhas de Pontevedra, muito perto da Torre da Bastida, contrastava fielmente com a sua balança os pesos e medidas das mercadorias que deviam ser vendidas na cidade .
Até ao século XVI, a Alhóndiga localizava-se onde hoje se encontra a Câmara Municipal. À entrada da Alhóndiga, o Fiel Contraste estava encarregado de verificar os pesos e medidas de todos os bens que ali chegavam para serem vendidos. Os impostos no mercado dependiam se ele controlava o peso do pão ou dos cereais ou as medidas do vinho. O desaparecimento desta profissão ocorreu com a unificação dos pesos e medidas provocada pela administração Bourbon, com o aparecimento do sistema métrico e, finalmente, com a inauguração da actual câmara municipal em 1880.
O boom comercial e piscatório de Pontevedra tinha impulsionado a realização de mercados na cidade, nomeadamente o da Feira Franca concedida a Pontevedra em 1467 pelo rei D. Henrique IV de Castela, quando a cidade era o principal porto da Galiza.

## Galeria de imagens

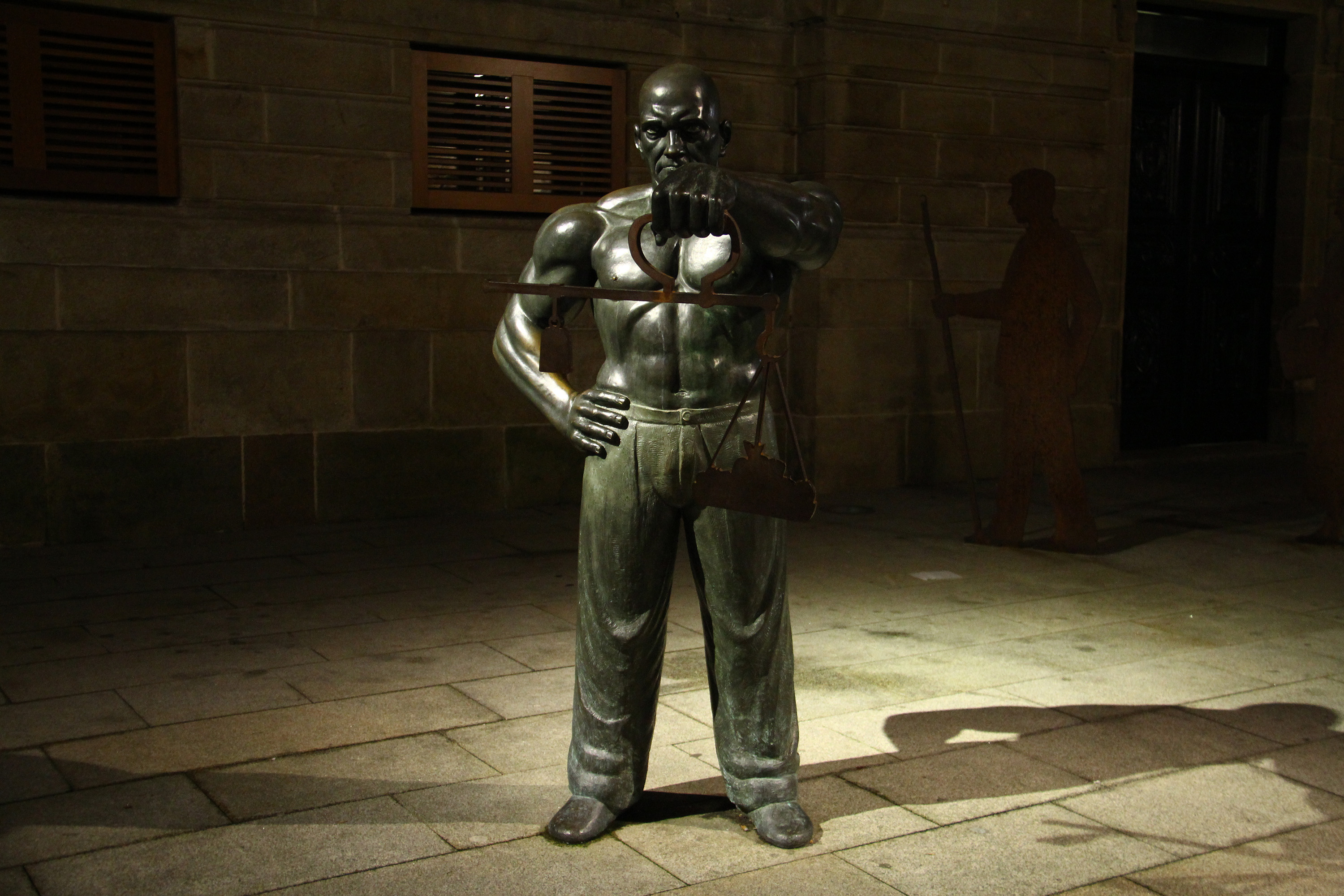
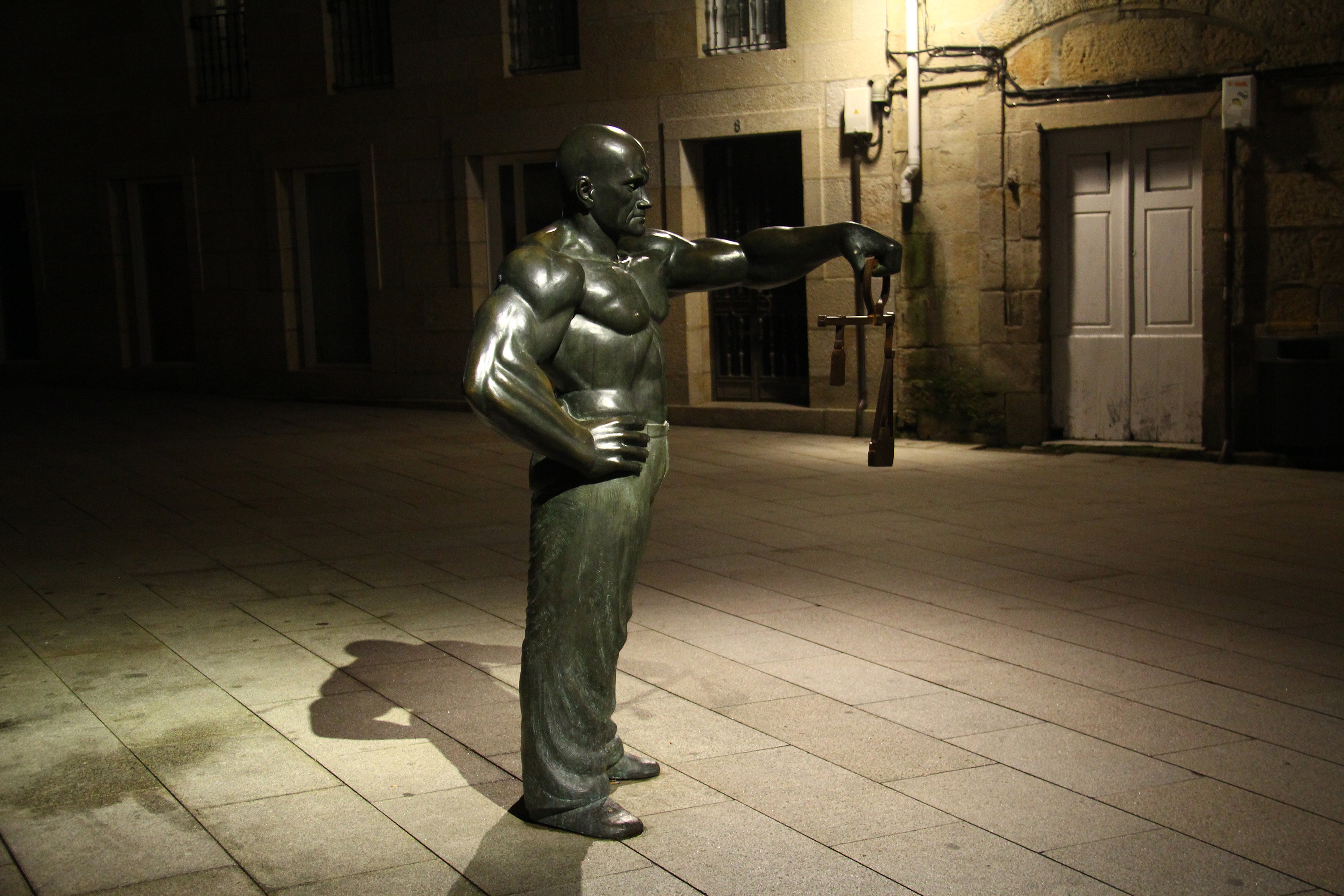
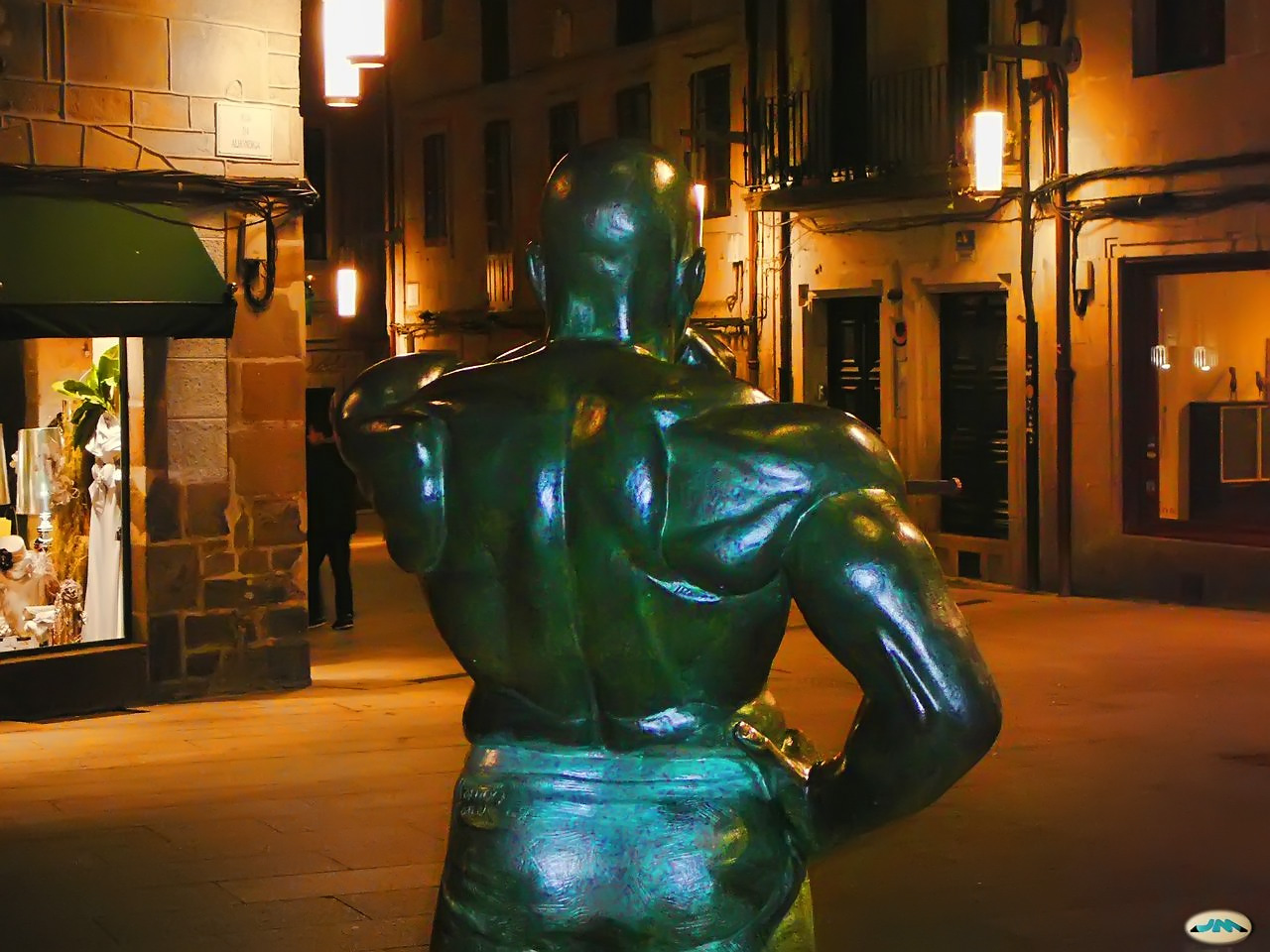
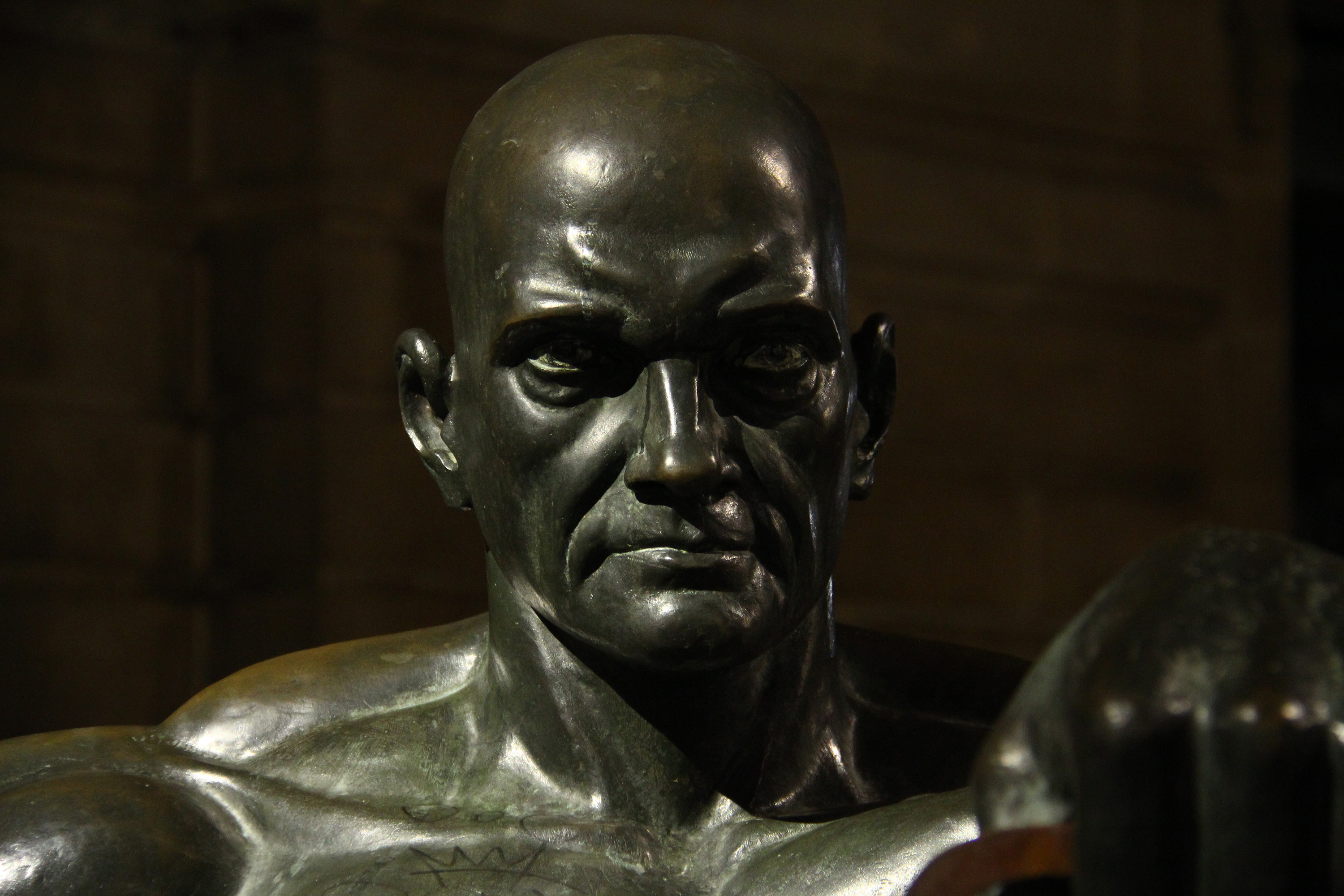
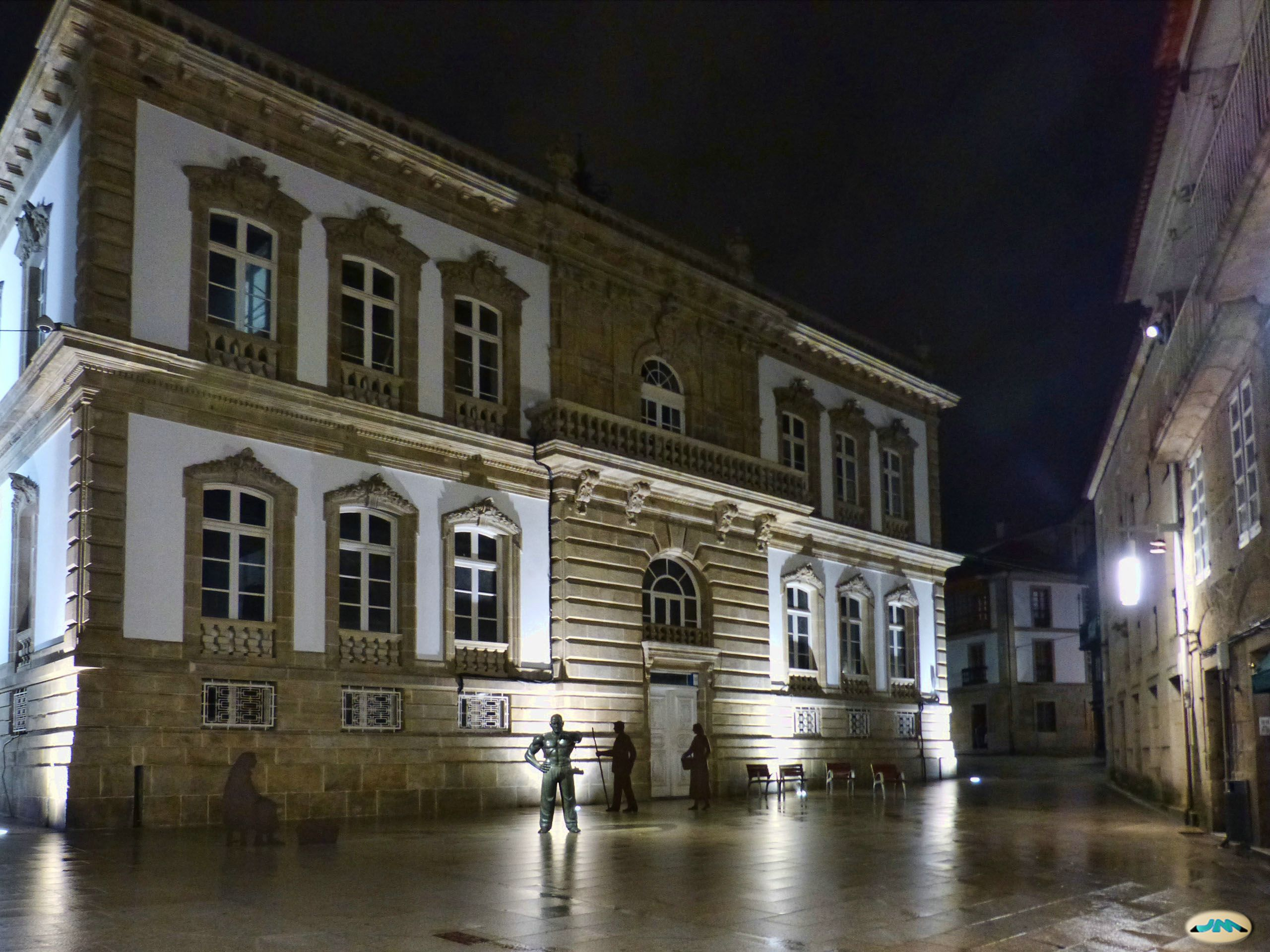
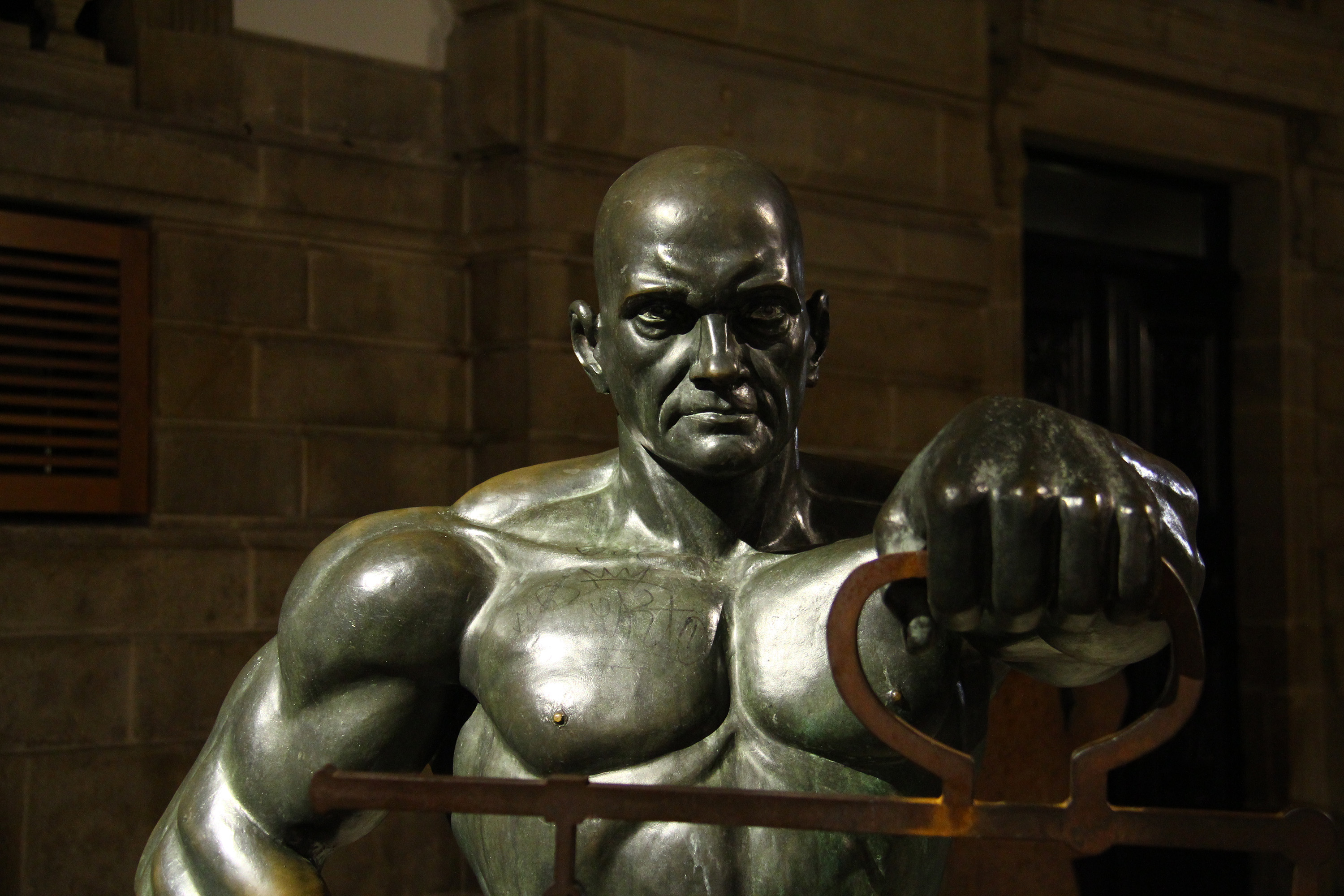
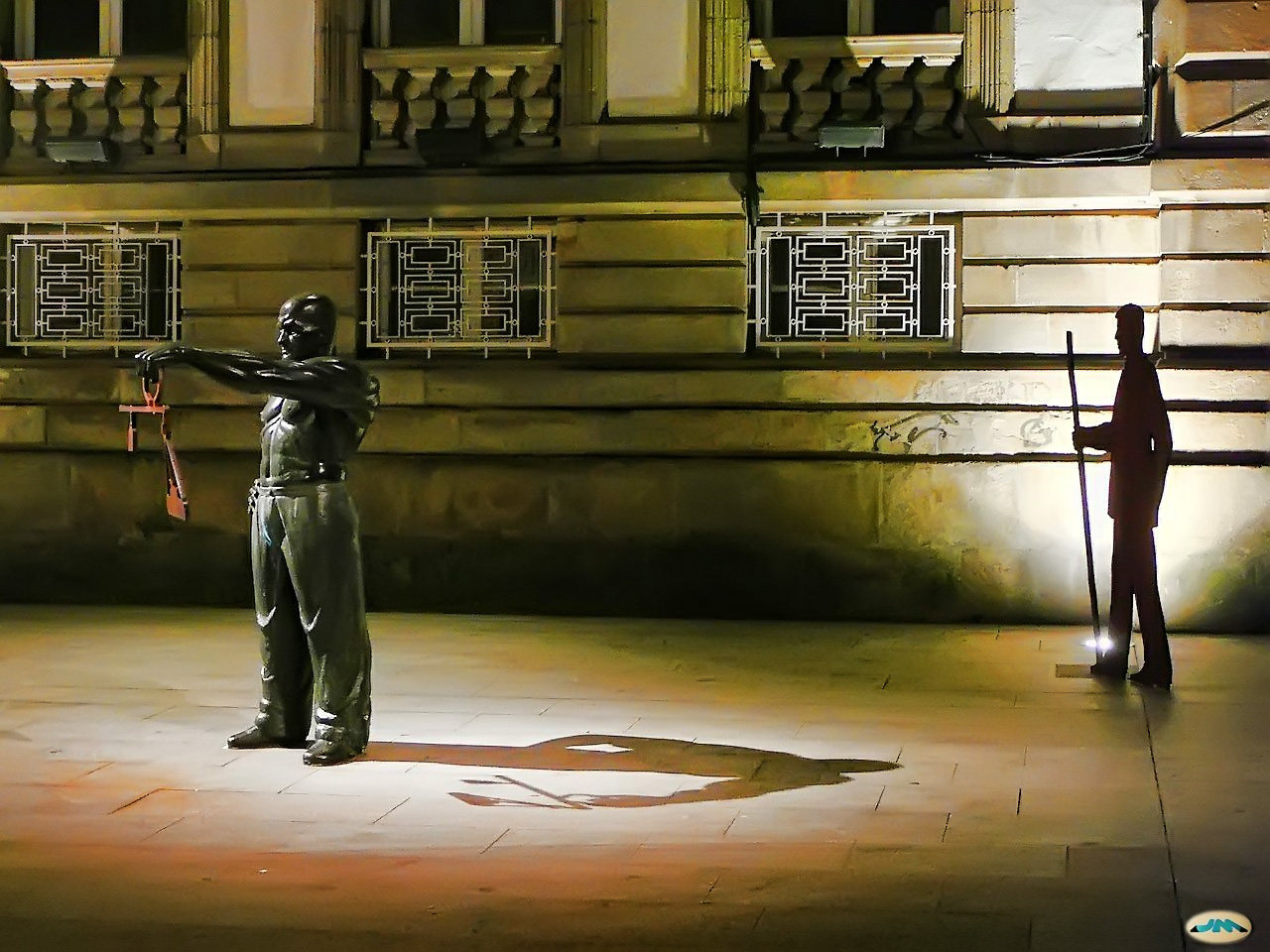
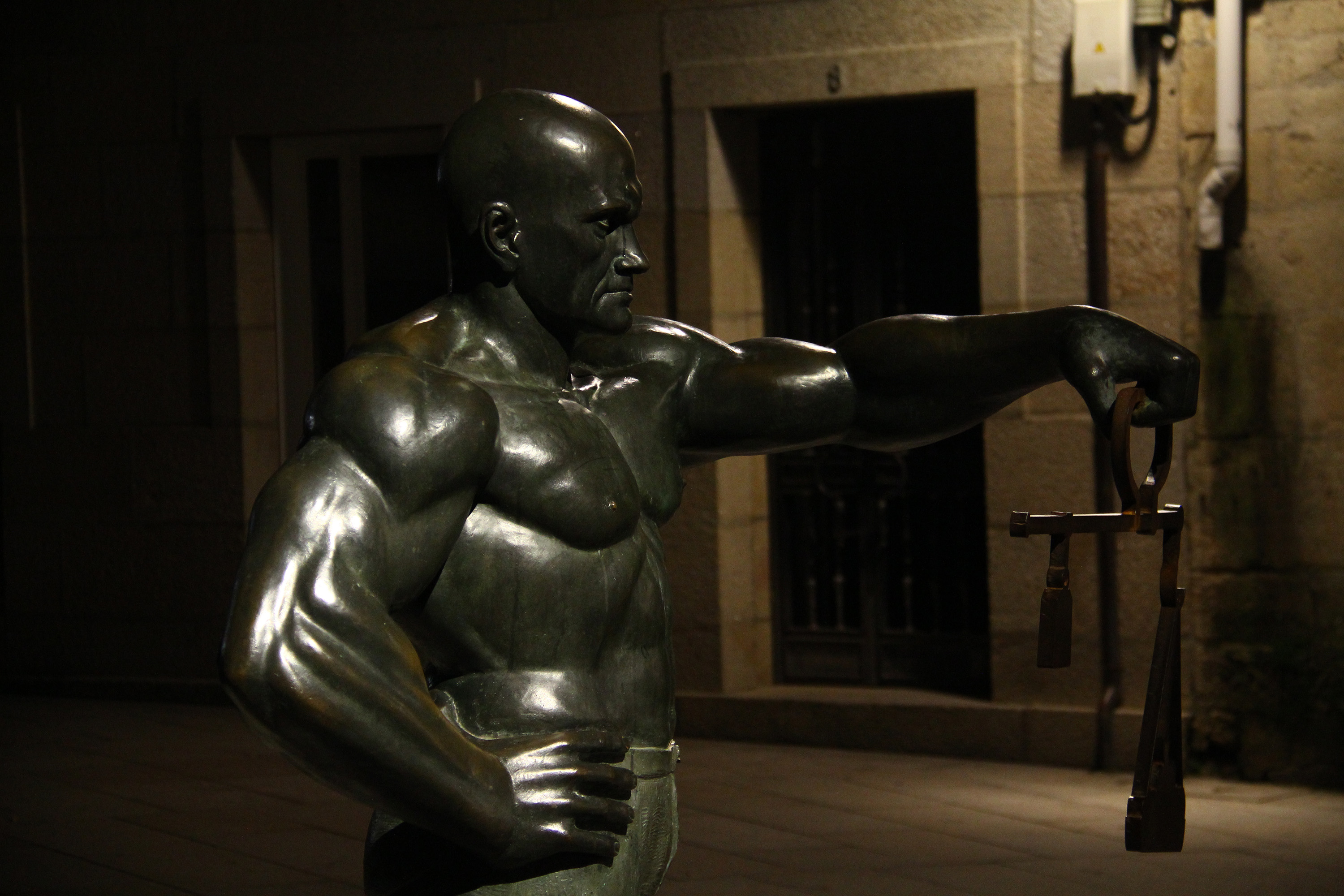
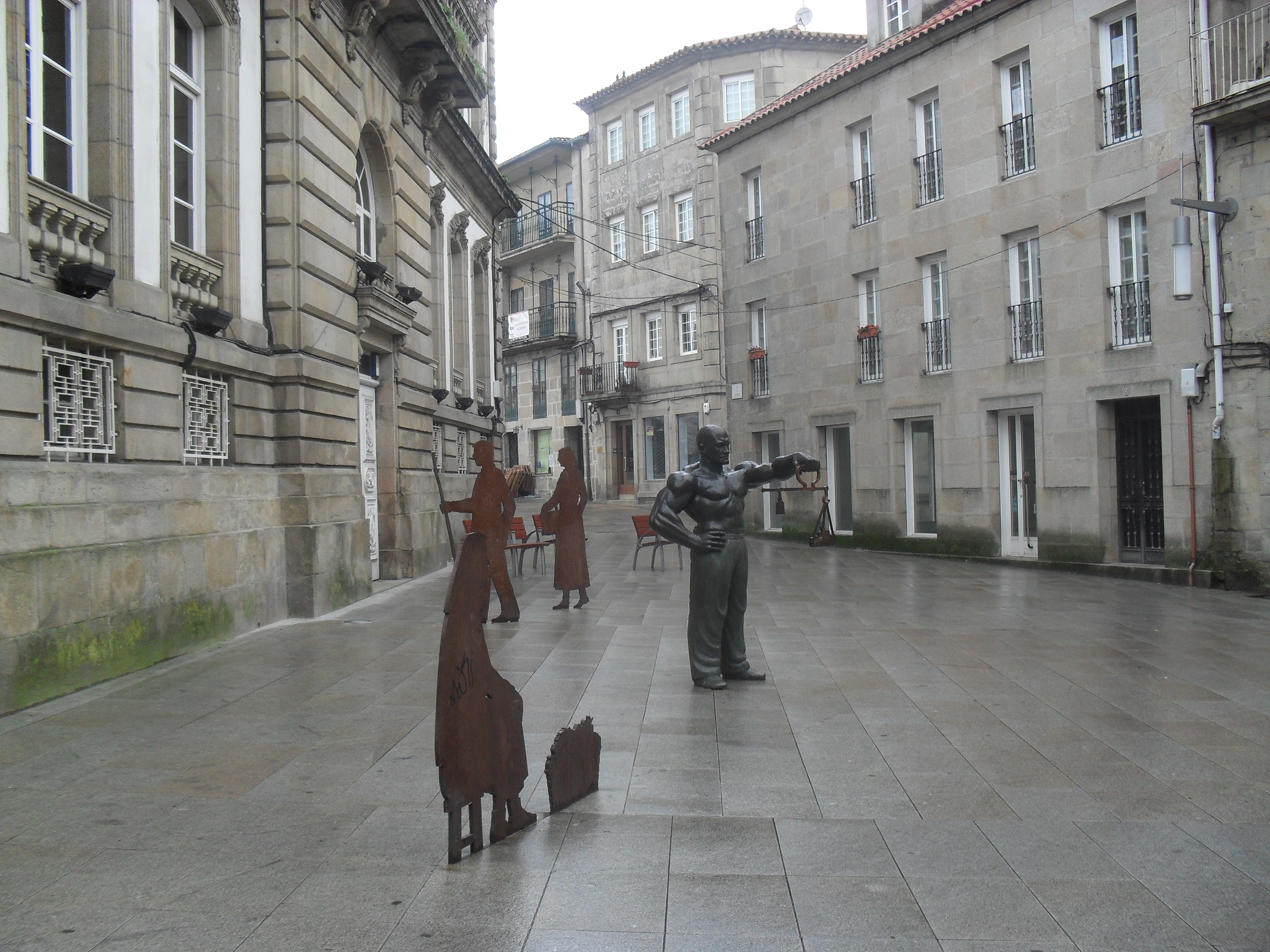
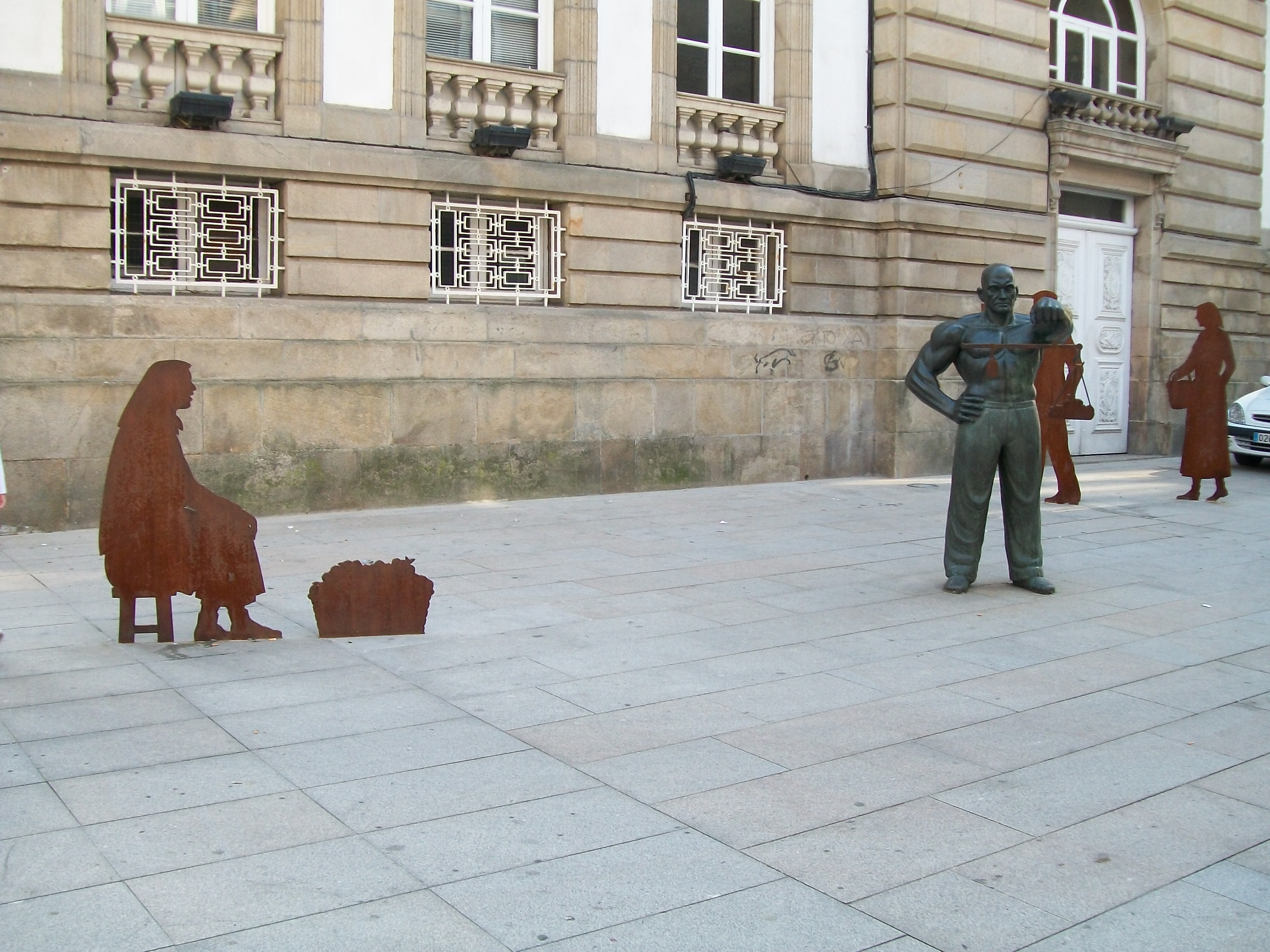
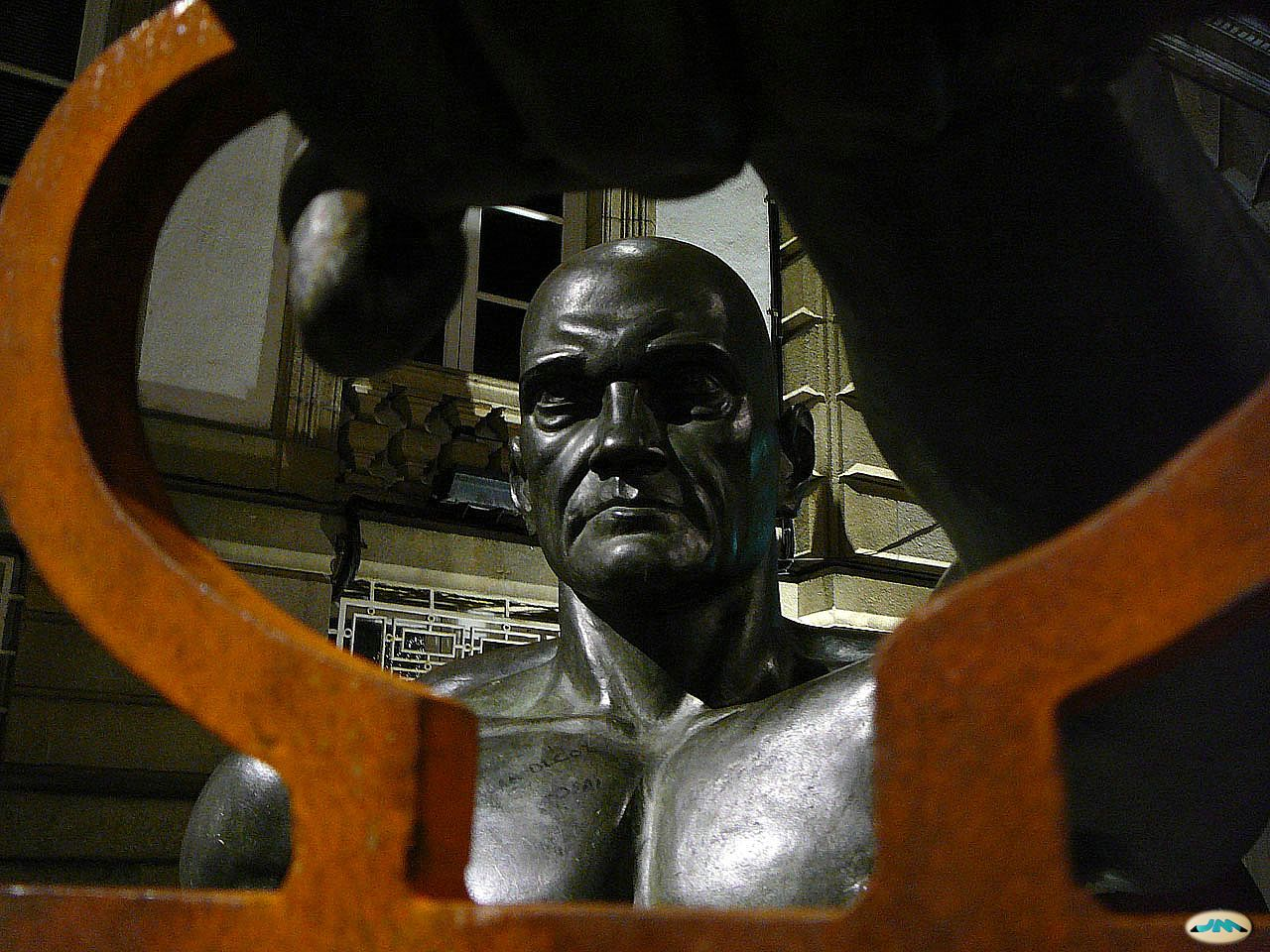

## Descrição
O grupo escultórico é composto por 5 peças. A peça central de bronze é o Fiel Contraste, que representa um homem hercúleo (característica da obra de Ramón Conde) e intemporal, com o seu braço esquerdo estendido e uma balança na mão. A estátua tem 1,93 metros de altura e pesa 300 kg. As suas fortes características denotam poder e autoridade no exercício da sua função para resolver conflitos sobre o peso exacto dos produtos nas feiras e mercados da cidade.
Em torno desta estátua central encontram-se quatro peças bidimensionais de aço Corten en forma de silhuetas ou sombras representando figuras populares de um mercado municipal na Idade Média tais como vendedoras com os seus cestos à sua frente ou comerciantes num determinado dia num mercado da cidade .
O grupo escultórico está valorizado em 100.000 euros.

### Artigos relacionados
- Câmara Municipal de Pontevedra
- Monument à la Tertulia (Círculo Literário no Café Moderno)
- Estátua de Valle-Inclán
- Estátua de Teucro